# Flood

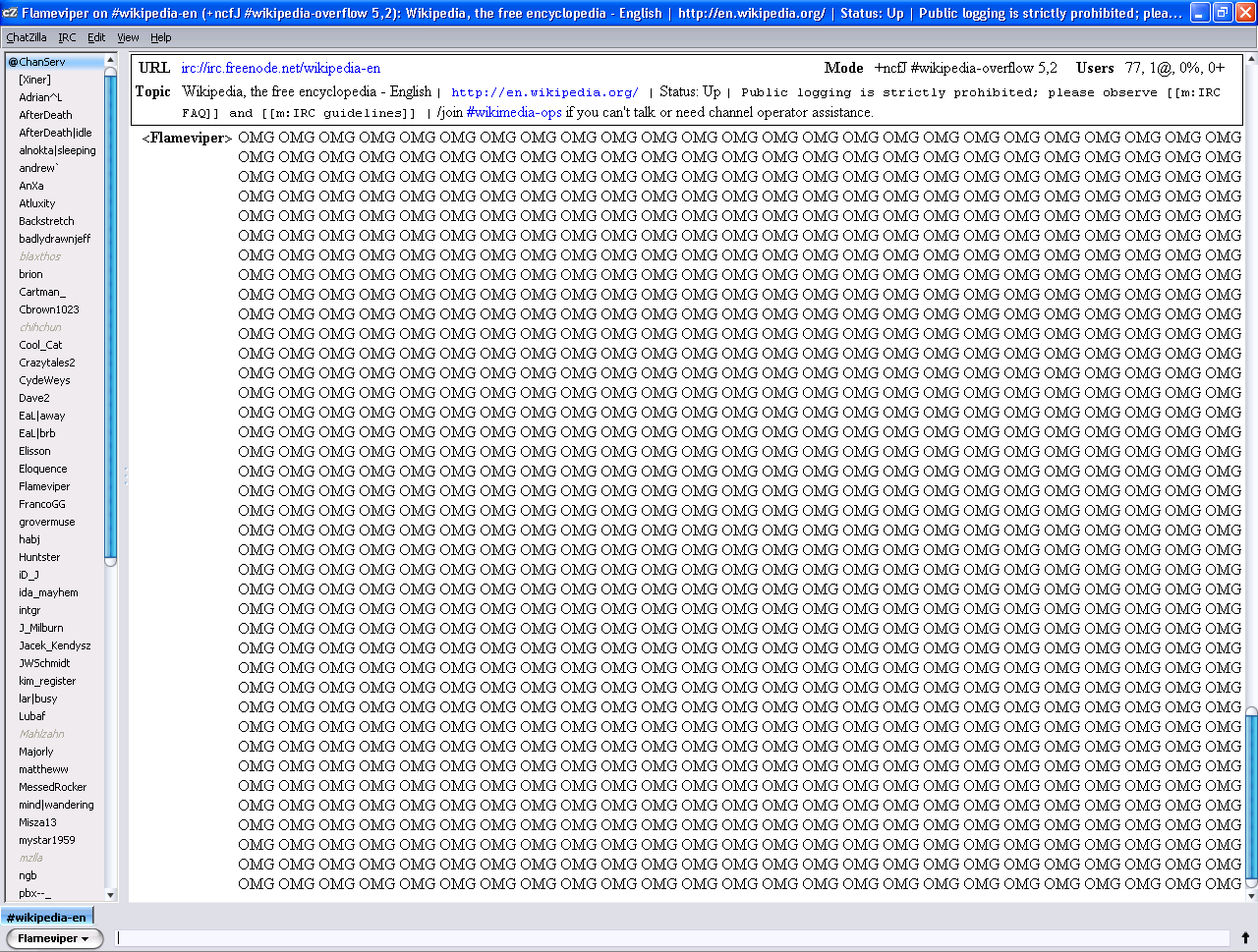
Flood simulado en #wikipedia-en, usando el término "OMG".

Flood es un término en inglés que significa literalmente inundación. Se usa en la jerga informática para designar un comportamiento abusivo de la red de comunicaciones, normalmente por la repetición desmesurada de algún mensaje en un corto espacio de tiempo.
Un flood consiste en enviar mucha información en poco tiempo a alguien para intentar saturar su red. La manera de aprovechar esto en los chats, consiste en enviar muchas peticiones de información a la víctima, de forma que esta, al contestar, supere el límite del servidor y este lo eche. Desde la creación de los foros, la palabra "flood" se ha extendido a usarse en ellos de igual forma, o sea, refiriéndose a la acción de postear de forma muy seguida con el fin de dejar el servidor inoperativo.
También la inundación es un mecanismo de difusión de la información en grupos de nodos conectados aleatoriamente. Si un nodo quiere difundir un mensaje, se lo envía a todos sus vecinos que a su vez se lo reenviarán a todos sus vecinos y así hasta que el mensaje llegue a todos los nodos de la red. El algoritmo garantiza que el mensaje llega a todos los nodos en el menor tiempo posible, a costa de utilizar una cantidad desproporcionada de ancho de banda.
Suele confundirse flood cuando alguien envía en un foro, chat, blog, etc. un mensaje sin sentido, sin información. Por ejemplo, en un foro, sería enviar un post en blanco, solo con iconos repetidas veces, etc.
Normalmente este algoritmo es solo una abstracción académica utilizada para evaluar otros algoritmos de multidifusión en cuanto a desempeño y recursos. Aun así, la inundación de la red se utiliza en algunos protocolos para el envío de mensajes, como en las búsquedas de Gnutella. En estos casos se limita la inundación añadiendo mecanismos que impidan que un mensaje viaje indefinidamente por la red (TTL) y para evitar bucles.

## Tipos de flood
Por lo general se conoce al flood en canales de IRC como: repetir (escribir) líneas iguales por más de tres veces, escribir mucho texto en una sola línea, el Spam o inundar con enlaces, escribir más de diez líneas diferentes pero en un breve tiempo. Además las de tipo join-part (salida y entrada) del usuario bastantes veces. También se suele interpretar como flood, los mensajes sin sentido

## Flood en los Foros
El flood, donde es más frecuente, es en los foros, donde se escriben en un mismo tema varios mensajes con el único fin de llenar el contador de Posts o la barra de vida. También se considera flood el empleo de una coletilla al final de cada mensaje con el único propósito de llamar la atención y distinguirse de otros usuarios. 
Para evitarlo, muchos foros activan un script que impide a los usuarios volver a escribir en un corto periodo de tiempo.

## Flood en el IRC
Más información en: IRC, canal de IRC

## Flood en Usenet
Más información en: Usenet, grupo de noticias
En Usenet se produce flood cuando se envían un gran número de posts (o comentarios) a uno o varios grupos de noticias en un breve periodo de tiempo.

## Flood en la Web 2.0
En la web 2.0 se produce flood cuando se publica un gran número de blogposts o de tuits, tantos que absorben la atención de sus lectores o "followers" del resto de sus lecturas, provocando que se incremente la tasa de 'churn' o abandono por saturación. Se produce por una falta de comprensión del canal de comunicación, un ansia incontrolada por llegar a la audiencia (a menudo derivada de intereses comerciales mal entendidos), la falta de capacidad de síntesis y ciertas dosis de indolencia ciertamente irrespetuosa hacia el espectador.
- Datos: Q764828